# アゴスティーニョ・ジョゼ・ダ・モタ
アゴスティーニョ・ジョゼ・ダ・モタ（Agostinho José da Mota 、姓は Mottaとも、1824年6月18日 - 1878年8月21日）はブラジルの画家である。風景画や静物画を描いた。

## 略歴
リオデジャネイロで生まれた。1837年にリオデジャネイロの帝国美術学校((Academia Imperial de Belas Artes)に入学した。1850年から美術学校の教師、学生の出展する定例の展覧会(Salão Gerais de Belas Artes)に出展し、1850年にヨーロッパ留学の奨学金の与えられる、Prêmio de Viagemを受賞し、1851年から1855年の間、ローマに留学し、その頃ローマで活動していたフランスの風景画家、ジャン＝アシル・ベヌヴィルに学んだ。ベヌヴィルはバルビゾン派にも数えられるジャン＝バティスト・カミーユ・コローから強い影響を受けていた画家であった。
ブラジルでは1880年代の前半にドイツ生まれの画家、ゲオルク・グリムが帝国美術学校の教授となり、外光派のスタイルの教育を行い、「Grupo Grimm」（グリム派）と呼ばれるグループが形成されるが、コローのスタイルを継承するジョゼ・ダ・モタの絵画のスタイルは、それらの動向に約30年先行したものだったとされる。
1856年に建築家のベタンクール・ダ・シルヴァ(Francisco Joaquim Béthencourt da Silva)が会長となった美術普及協会(Sociedade Propagadora das Belas Artes) の創立メンバーになった。
1858年にブラジル皇帝、ペドロ2世と皇后テレサ・クリスティナ・デ・ボルボン＝シシリアスの肖像画を描き、皇帝からは 後に帝国バラ勲章(Imperial Ordem da Rosa)を与えられ、皇后は花の絵を気に入り買い上げた。展覧会、Salão Gerais de Belas Artesでは1859年に金賞を受賞した。
1857年からリオデジャネイロの工芸学校(Liceu de Artes e Ofícios）で教え始め、1859年から1878年の間、帝国美術学校で教えた。ジョゼ・ダ・モタが教えた学生には モデスト・ブロコス、 エンリケ・ベルナルデリ、ペドロ・ペレス、ジョゼ・マリア・デ・メデイロス、エステヴァン・シルヴァ、フィルミーノ・モンテイロらがいる。

## 作品

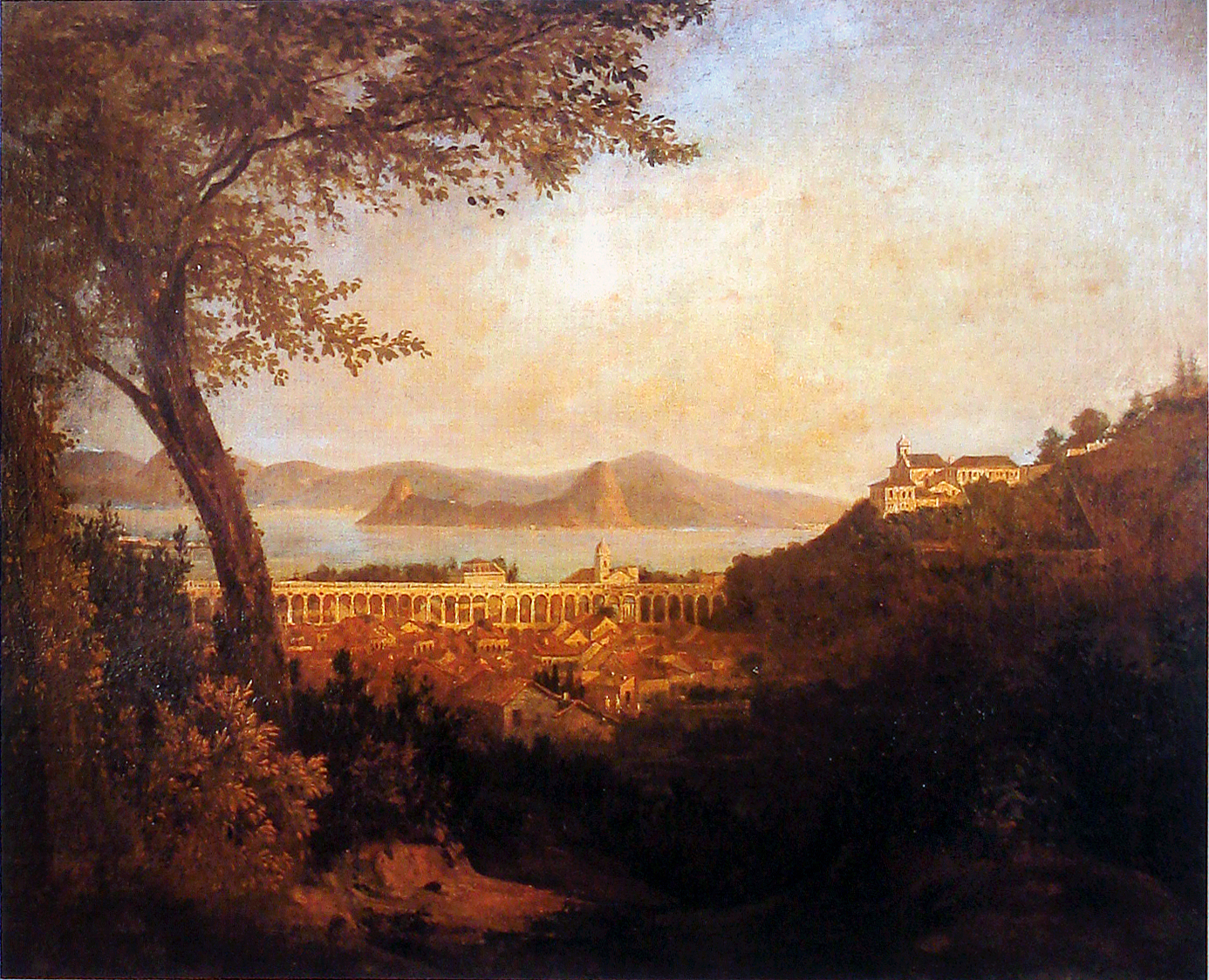
リオデジャネイロの風景
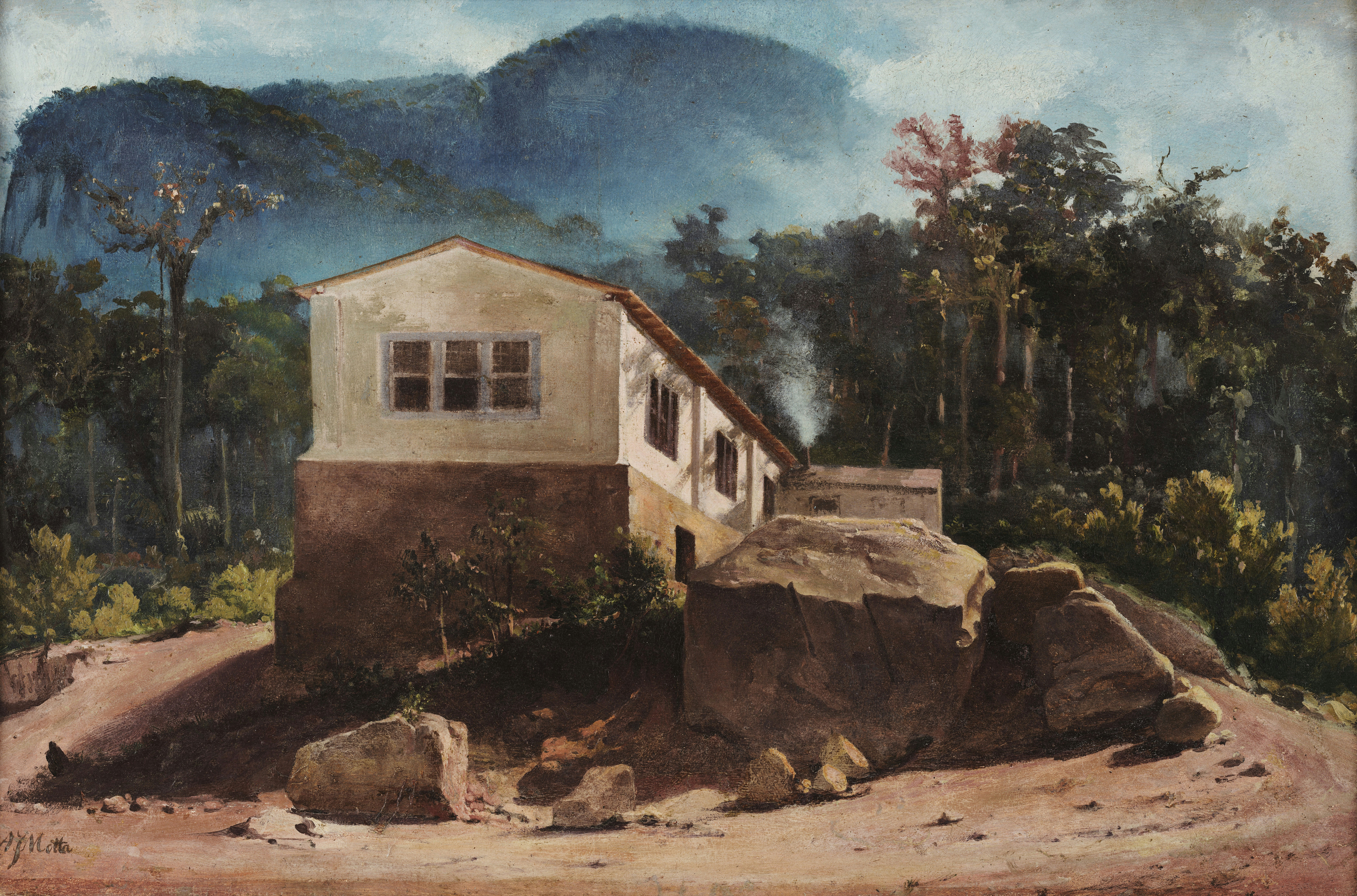
A fábrica do Barão de Capanema (1862)
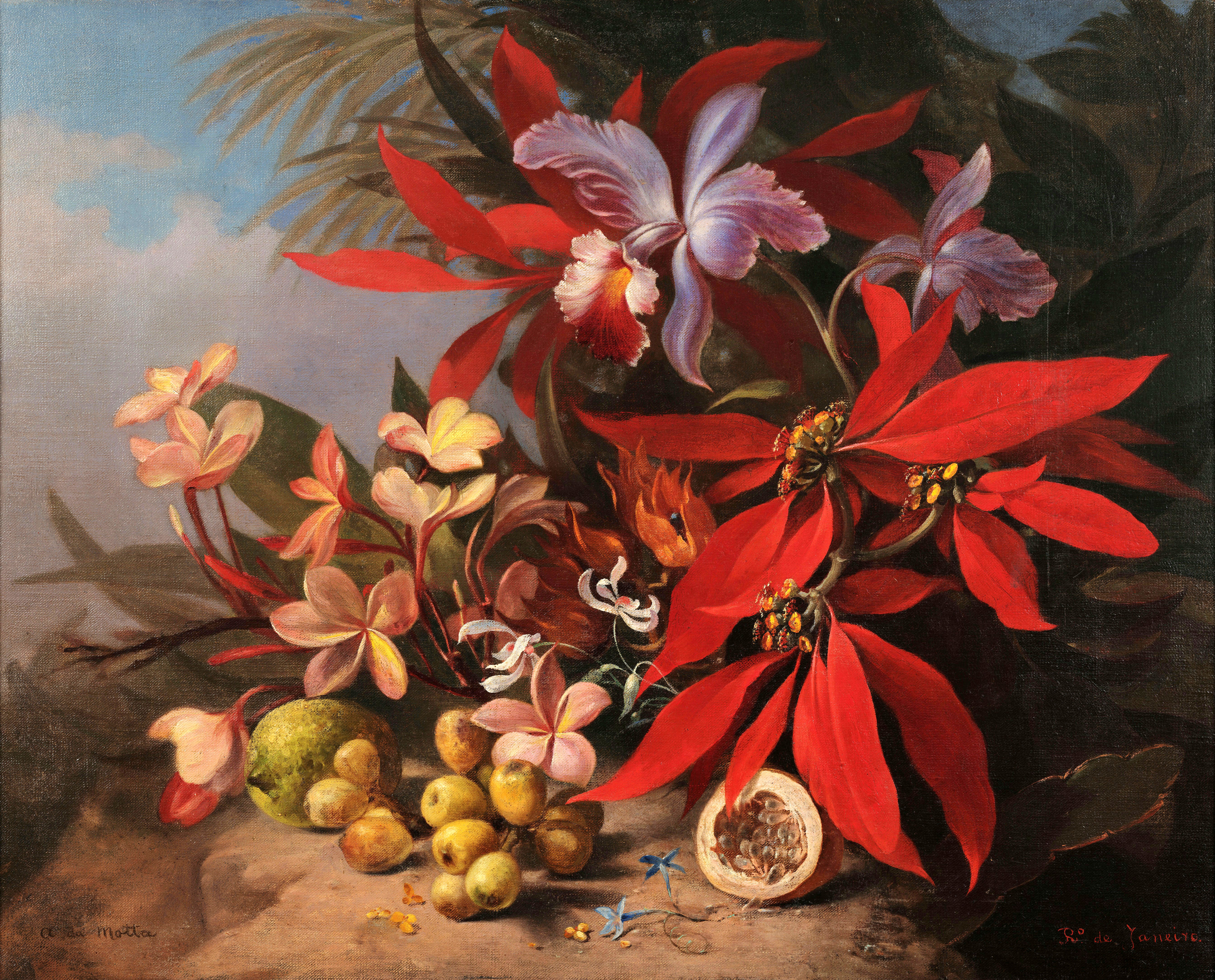
花　(c.1873)
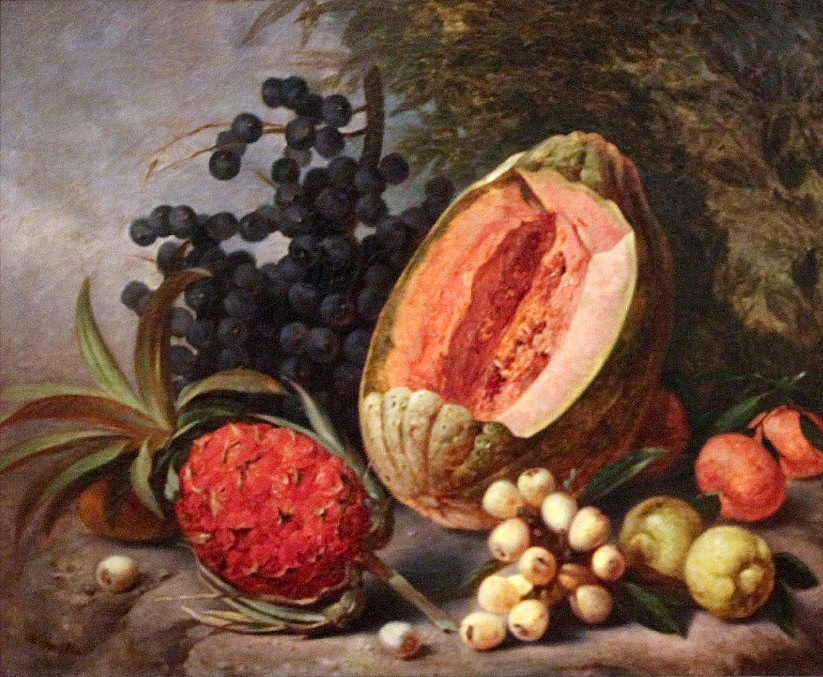
静物画